# Johann Taddel
Johann Jakob Andreas Taddel (* 27. Juli 1766 in Rostock; † 15. April 1830 ebenda) war ein deutscher Jurist. Von 1819 bis 1830 war er ein Bürgermeister von Rostock.

## Leben
Johann Taddel war der Sohn des Theologen und Rostocker Diakons an St. Petri (Johann Jakob) Andreas Taddel (1738–1768).
Nach dem Besuch des Gymnasiums in Rostock studierte er ab 1781 Jura an der Universität Rostock, später an der Georg-August-Universität Göttingen, wo er 1789 promovierte. Von 1789 bis 1801 war Taddel Advokat in der Justizkanzlei und am Obergericht Rostock. 1801 wurde er zum Senator gewählt, ab 1805 bekleidete er das Amt des Stadtsyndikus. Von 1819 bis zu seinem Tod 1830 war er einer der Bürgermeister Rostocks und als solcher auch Provisor des Rostocker Klosters zum Heiligen Kreuz. Johann Taddel war Mitglied des Mecklenburgischen Patriotischen Vereins.